# Parajó (La Baña)
Parajó (en gallego y oficialmente, Paraxó) es una aldea española situada en la parroquia de Ordoeste, del municipio de La Baña, en la provincia de La Coruña, Galicia.

## Demografía
| Gráfica de evolución demográfica de Paraxó entre 2000 y 2018 |
|                                                              |
| Datos según el nomenclátor publicado por el INE.             |